# مروا
 مُروا  (عين ماء كبريتي) تتبع للبلدة المركزية (بالفارسية: بخش مركزى) من توابع مدينة بستك وتقع في محافظة هرمزگان في جنوب إيران. تقع على بعد 6 كيلومترات في شمال مدينة بستك. العيون الكبريتية تفيد في علاج الآلام والالتهابات.

## موقع العين
في شمال مدينة بستك، توجد عين ماء كبريتي مالح وبواسطة اشعة الشمس تزداد حرارتها.

## فوائد المياه الكبريتية
مفيدة لامراض كثيرة.
يؤكد أطباء أن الحمامات الكبريتية الحرارية مناسبة تماماً لعلاج أمراض الجهاز العضلي الهيكلي والأمراض الروماتيزمية والجلدية.
وترجع التأثيرات الملطفة والمسكنة للآلام والمضادة للالتهابات إلى عدة عوامل، على رأسها دفء المياه كما يؤكد فولفغانغ بروكله، كبير الأطباء في المركز الألماني للروماتيزم.
ويقول الطبيب الألماني أن تأثير دفء المياه يزداد بفعل كبريت الهيدروجين، الأمر الذي يمكن رؤيته بوضوح في احمرار الجلد، ويضيف أن الاستحمام بمياه العيون الكبريتية يعمل على استرخاء العضلات في كل أجزاء الجسم وتصبح الأنسجة الرابطة في الجسم أكثر مرونة وتتسع الأوعية الدموية وتزيد نبضات القلب وعملية التمثيل الغذائي (الأيض).

## وصلات خارجية
- التقسيمات الإدارية لمحافظة هرمزگان